# Breznica
Breznica es un municipio de Croacia en el condado de Varaždin.

## Geografía
Se encuentra a una altitud de 191 m s. n. m. a 57 km de la capital nacional, Zagreb.

## Demografía
En el censo 2011, el total de población del municipio fue de 2200 habitantes, distribuidos en las siguientes localidades:
- Bisag - 155
- Borenec - 120
- Breznica - 811
- Čret Bisaški - 18
- Drašković - 421
- Jales Breznički - 142
- Jarek Bisaški - 204
- Mirkovec Breznički - 96
- Podvorec - 138
- Tkalec - 95

| Gráfica de población de Breznica 1857-2011                          |
|                                                                     |
| Según los censos de población de la oficina estadística de Croacia. |